# Лола Флорес
Марія Долорес «Лола» Флорес Руїс (ісп. María Dolores "Lola" Flores Ruiz, * 21 січня 1923, Херес, Андалусія, Іспанія — † 16 травня 1995, Алькобендас, Мадрид, Іспанія) — іспанська співачка, танцюристка й акторка, шо здобула визнання та стала взірцем традиційного андалузького фольклору як в самій Іспанії, так і на міжнародному рівні. Уже в юному віці вона танцювала фламенко, співала народні пісні, грала в фільмах з 1939 до 1987 року. Її партнером у виступах до 1951 року був ромський співак фламенко Маноло Караколь. Лола Флорес запам'яталася як танцюристка з великим ромським темпераментом.

## Життєпис
27 жовтня 1957 року Лола одружилася в Королівському Ескоріальському монастирі з гітаристом фламенко Антоніо Гонсалес Батіста (сценічне ім'я Ель Пескайя, 1925—1999). У шлюбі народила трьох дітей: Лоліта Флорес (Долорес Гонсалес Флорес) (1958), Антоніо Флорес (Антоніо Гонсалес Флорес) (1961—1995) та Росаріо Флорес (Росаріо Гонсалес Флорес) (1963), всі — артисти фламенко. Син Антоніо помер незабаром після смерті Лоли через проблеми з наркотиками. Це одна з найбільших сімей артистів відомих у Іспанії. 
Лола Флорес виступала під різними псевдонімами, серед яких «Лола з Іспанії» (Lola de España) та «Фараона» (La Faraona).
Померла від раку грудей у 1995 році, похована на цвинтарі Альмудена в Мадриді. В 2007 році був створений біографічний фільм «Лола», який описує життя мисткині від 1931 до 1958 року.

## Найвідоміші пісні

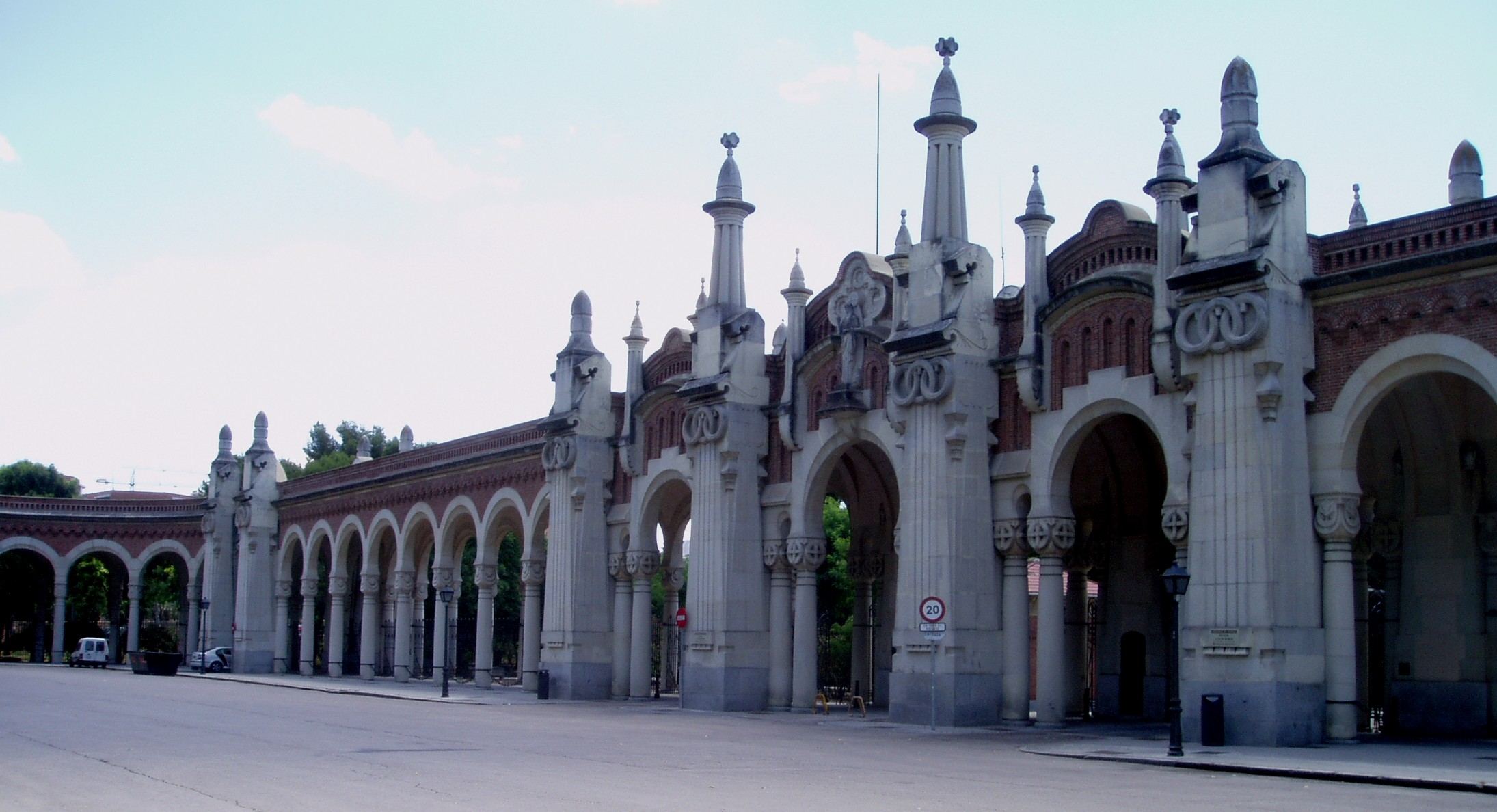
Вхід на цвинтар Альмудена в Мадриді

- La Zarzamora
- Maria de la O
- A tu vera
- Limosna de amores
- Ay pena, penita, pena
- La Faraona

## Фільмографія
- 1941 Зупинка в дорозі (Un alto en el camino) —
- 1952 Зірка Сьєрра-Морена (La estrella de Sierra Morena) — Естрея
- 1954 Морена Клара (Morena Clara) — Тринідад Варгас / Тринідад Маркес
- 1956 Фараона[es] (La Faraona) — Соледад Прим Альтамірано і Монтоя, внучка Дона
- 1962 Місячний балкон (El balcón de la luna) — Кора Бенамехі
- 1969 Таксі конфліктів (El taxi de los conflictos) — Лола
- 1983 Хуана ла Лока … іноді (Juana la Loca… de vez en cuando) — Королева Єлизавета I «Католичка»
- 1987 Гості (Los invitados) — La Capataza

## Цікаво
- 21 січня 2016 року Лола Флорес була заставкою американського пошукового сервісу Гугл.[7]